# Sheynnis Palacios
Sheynnis Alondra Palacios Cornejo (Managua, 30 maggio 2000) è una modella nicaraguense, nota per essere stata la vincitrice di Miss Universo 2023.
In precedenza è stata vincitrice di Miss Mondo Nicaragua 2020, Miss Mondo 2021 Top 40 e Miss Nicaragua 2023.

## Biografia
Palacios è nata a Managua. Si è laureata in comunicazione di massa presso l'Università Centroamericana di Managua.
Palacios ha iniziato la sua carriera nei concorsi di bellezza all'età di 16 anni, quando ha vinto il titolo di Miss Teen Nicaragua 2016 e si è classificata nella Top 10 di Miss Teen Universe 2017 a Managua.
Il 15 febbraio 2020, Palacios ha rappresentato Managua al Miss Mondo Nicaragua 2020 presso l'Holiday Inn and Convention Center di Managua, dove ha vinto il titolo e le è succeduta María Teresa Cortez. Palacios ha rappresentato il Nicaragua a Miss Mondo 2021 che si è tenuto a San Juan, Porto Rico il 16 dicembre 2021, dove è stata selezionata come una dei 40 ai quarti di finale.
Il 5 agosto 2023, Palacios si è unita a Miss Nicaragua 2023, ha gareggiato contro altri 10 finalisti al Crowne Plaza Managua a Managua, dove ha vinto il titolo e le è succeduta Norma Huembes. Palacios ha rappresentato il Nicaragua a Miss Universo 2023 il 18 novembre 2023 e ha gareggiato contro altri 84 candidati alla José Adolfo Pineda Arena di San Salvador, El Salvador, dove ha vinto il titolo e le è succeduta Miss Universo 2022 R'Bonney Gabriel degli Stati Uniti d'America.